# 쥬얼펫 (장난감)
쥬얼펫(Jewelpet, 일본어: ジュエルペット)은 2008년 산리오와 세가 토이즈의 합작 투자로 탄생한 일본 미디어 프랜차이즈이자 장난감 라인으로, 헬로키티의 세 번째 캐릭터 디자이너인 야마구치 유코가 프로듀싱하고 시나모롤의 캐릭터 디자이너 오쿠무라 미유키가 일러스트를 맡았다. 이 프랜차이즈는 원래 눈을 사용해 마법을 사용할 수 있는 보석, 탄생석, 광물의 이름을 딴 동물에 초점을 맞춰 2008년 1월 15일에 출시되었다.
성공에 힘입어 산리오와 세가 토이즈는 쥬얼펫 프랜차이즈를 해외로 확장했다. 이 프랜차이즈는 현재 이탈리아 회사인 기오치 프레지오시(Giochi Preziosi)로부터 유럽 출시를 위해 라이선스를 받고 있다.
공식 슬로건은 '운과 행운으로 빛나는 빛나는 보석의 눈'이다.
대한민국에서는 오로라월드에서 수입한다.

## 같이 보기
- 숲의 요정 페어리루